# Ion Mociorniță
Ion Mociorniță (n. februarie 1917 – 27 octombrie 2005) a fost fiul industriașului român interbelic Dumitru Mociorniță. De profesie avocat, Mociorniță a fost și pasionat de fotbal, jucând o perioadă la echipa Carmen București, pe care a și patronat-o.
Pe 10 mai 1948 este arestat de autoritățile comuniste și încarcerat la Jilava, iar averea, inclusiv ceea ce moștenise de la tatăl său, îi este confiscată. Refuză să coopereze cu autoritățile în „demascarea burgheziei” și a fost  închis până în 1954. 
După revoluția din 1989, fiica sa, Marie-Rose Mociorniță, a dus o luptă constantă pentru restituirea averilor confiscate abuziv de către comuniști. Mociorniță a emigrat în Canada în 1973 și a locuit într-o suburbie din Montréal cu soția lui, Rosetta, pictoriță de icoane, până la moartea lui din cauza unui infarct miocardic în 2005.